# Maracaynatum linaresi
Maracaynatum linaresi is een hooiwagen uit de familie Samoidae.